# Болдвин (Пенсилванија)
Болдвин (енгл. Baldwin) град је у америчкој савезној држави Пенсилванија.

## Демографија
По попису из 2010. године број становника је 19.767, што је 232 (-1,2%) становника мање него 2000. године.
| Група             | 2000.          | 2010.          |
| Белци             | 19.159 (95,8%) | 17.986 (91,0%) |
| Афроамериканци    | 483 (2,4%)     | 1.056 (5,3%)   |
| Азијати           | 112 (0,6%)     | 246 (1,2%)     |
| Хиспаноамериканци | 129 (0,6%)     | 214 (1,1%)     |
| Укупно            | 19.999         | 19.767         |